# Clitoneo
En la mitología griega, Clitoneo (Κλυτόνηος - Klutónêos) es hijo de Alcínoo y Arete y hermano de Nausícaa, Laodamante y Halio. Es caracterizado por Homero, en la Odisea, como el mejor corredor de los feacios.
Cuando Odiseo arribó a Esqueria tras el naufragio de su nave en las turbulentas tempestades de Poseidón, fue guiado por Nausícaa desde la playa al palacio de Alcínoo, quien decidió ayudarlo a reanudar el viaje a su patria brindándole un bajel y cincuenta tripulantes. Antes de la partida, Alcínoo organizó una asamblea entre los feacios, un banquete en reconocimiento al extranjero y una jornada de juegos como forma de que «pueda el huésped contar a los suyos, cuando vuelva a su hogar, la ventaja que a todos sacamos en luchar con el cuerpo y los puños y en salto y carrera». Clitoneo se destacó en esta última disciplina: